# Apollonios von Tralleis

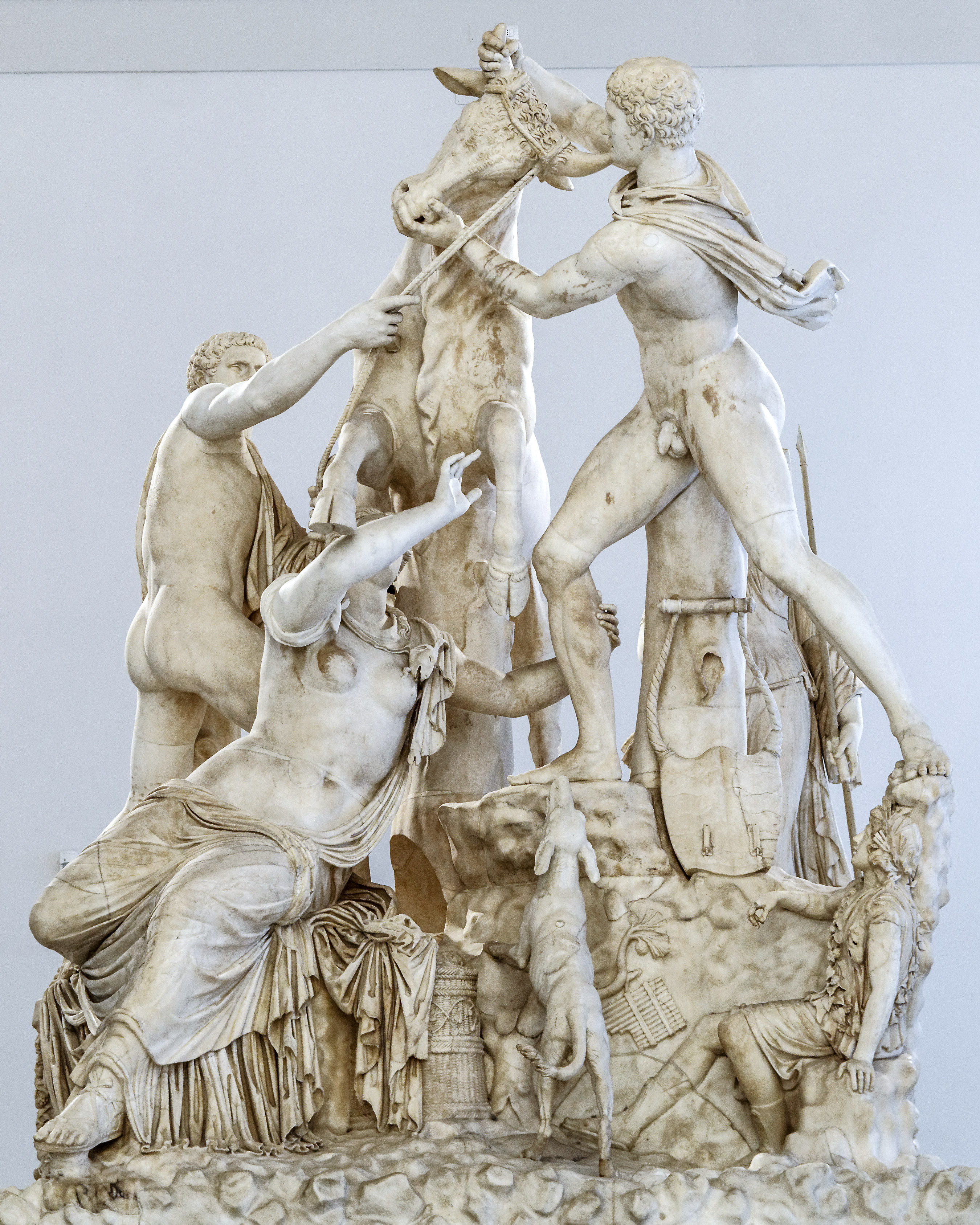
Die Kopie der als Farnesischer Stier bekannten Skulptur von Apollonios und Tauriskos von Tralleis im Archäologischen Nationalmuseum Neapel

Apollonios von Tralleis war ein griechischer Bildhauer im 2. oder 1. Jahrhundert v. Chr.
Apollonios stammte aus Tralleis in Karien (nahe der heutigen Stadt Aydın, Türkei) und war der Sohn eines Artemidoros sowie Schüler und Adoptivsohn eines Menekrates. Zusammen mit seinem Bruder Tauriskos von Tralleis fertigte er eine berühmte Marmorgruppe an, die die Brüder Amphion und Zethos darstellt, die ihre Stiefmutter Dirke an einen Stier binden, um sie zu Tode schleifen zu lassen. Die Skulptur gelangte später nach Rom und war im Besitz des Gaius Asinius Pollio.
Eine riesige römische Marmorkopie dieser Skulptur, um einige kleinere Figuren erweitert, wurde 1546 in den Caracalla-Thermen wiederentdeckt und den Sammlungen der Familie Farnese einverleibt; dadurch wurde Apollonios’ Motiv als Farnesischer Stier bekannt. Heute ist die Kopie im Archäologischen Nationalmuseum von Neapel ausgestellt.